# Paris e Viana
Paris e Viana és una novel·la sentimental i cavalleresca, conservada en dos incunables (1495 i ~ 1497), tot i que a l'inventari de la biblioteca d'Alfons el Magnànim, hi figura un manuscrit de 1417, de la qual existiren nombroses versions en català, francès, castellà i italià. De la lectura conjunta es dedueix que totes procedeixen d'un original primitiu no conservat. De gran difusió al llarg de tot el segle xv, sense la qual no s'entenen obres com Tirant lo Blanc o Curial e Güelfa, hom en desconeix l'origen, que podria ser provençal o català.
Malgrat la seva rellevància, l’origen és incert, amb possibilitats que sigui provençal o català. El testimoni més antic conservat és en llengua francesa (1432), i existeixen nombroses edicions en set idiomes diferents, incloent-hi una notable versió manuscrita aljamiada del segle XVI..

## Subjecte
Els fets passen a França en temps de Carlemany. Paris, un jove de setze anys està secretament enamorat de Viana, també adolescent i filla del Delfí de Viana. El jove guanya diverses justes galants en defensa de la bellesa de la seva estimada, sense revelar mai la seva personalitat. Tot i que Viana ho acaba descobrint i li fa saber que ella també n'està enamorada.
Aleshores el pare de Viana decideix casar-la i Paris prova de demanar-ne la mà però el Delfí el vol matar per la qual cosa ambdós joves decideixen fugir, però només Paris ho aconsegueix, emportant-se la penyora d'amor d'un diamant. Mentre Paris resideix a Gènova, es concerta el matrimoni de Viana amb el fill del Duc de Borgonya. Davant l'oposició d'ella el Delfí l'empresona. Assabentat Paris de la situació, decideix embarcar-se perquè el donin per mort i així Viana deixi de sentir-s'hi compromesa, però ella persevera.
Aleshores el Papa convoca una croada contra el Soldà de Babilònia i el pare de Viana és enviat a fer d'espia, però és descobert i empresonat. Paris, que també era per aquelles terres, sense descobrir la seva personalitat i fent-se passar per musulmà, l'allibera a canvi que el faci senyor del seu delfinat i de casar-se amb Viana. Finalment descobreix la seva personalitat davant la núvia.